# Луч света в тёмном царстве
«Луч све́та в тёмном ца́рстве» — статья 1860 года публициста-демократа Николая Александровича Добролюбова, посвящённая драме А. Н. Островского «Гроза». Название статьи в силу своей большой популярности стало фразеологизмом.
В статье главная героиня пьесы Катерина сравнивалась с «лучом света» в «тёмном царстве» невежественных купцов-самодуров, а её самоубийство рассматривалось Добролюбовым как определённый протест против произвола и невежества.
Иносказательный, шутливо-иронический смысл фразеологизма: отрадное, светлое явление (добрый, приятный человек) в какой-либо сложной, удручающей обстановке.